# (12473) Levi-Civita
(12473) Levi-Civita (1997 CM19) – planetoida z pasa głównego asteroid okrążająca Słońce w ciągu 4,39 lat w średniej odległości 2,68 j.a. Odkryta 10 lutego 1997 roku.